# Philippinisch-Amerikanischer Krieg
Mit dem Philippinisch-Amerikanischen Krieg von 1899 bis 1902 bezeichnet man den Kampf der philippinischen Unabhängigkeitsbewegung gegen die neue Kolonialmacht der Vereinigten Staaten. Unter Emilio Aguinaldo proklamierte die Unabhängigkeitsbewegung Katipunan eine nationale Republik, die mit dem Ende des Widerstands ihre Grundlage verlor. Der Konflikt war eine direkte Folge des von den USA 1898 gewonnenen Spanisch-Amerikanischen Krieges, bei dem die Unabhängigkeitsbewegung die USA gegen Spanien unterstützt hatte. Den US-amerikanischen Truppen gelang in einer Reihe von Feldzügen die Unterwerfung der meisten Inseln des philippinischen Archipels und die Errichtung einer Kolonialherrschaft, die bis zur japanischen Besetzung der Inseln im Zweiten Weltkrieg andauerte.
Infolge des Krieges starben zwischen 200.000 und 1 Million Filipinos, meist an Cholera, die rein militärischen Verluste waren mit rund 16.000 deutlich niedriger. Der Krieg wird in manchen Teilen der Forschung als Genozid angesehen.

## Vorgeschichte
Ab 1896 war es auf den Philippinen zu einer Erhebung gegen die spanische Fremdherrschaft gekommen, in deren Verlauf zum ersten Mal eine eigene philippinische Verfassung entstanden und die provisorische Republik von Biak-na-Bato gebildet worden war. Die Aufständischen konnten sich dabei aber militärisch nicht gegen die Spanier durchsetzen. Ihre Anführer willigten Ende 1897 nach Verhandlungen mit den Spaniern ein, die Inseln zu verlassen. Sie gründeten im Mai 1898 in Hongkong das Hongkong-Komitee. Es traf sich dort mit Vertretern der USA und Emilio Aguinaldo traf sich am 7. Mai in Singapur mit dem US-amerikanischen Botschafter, der ihm die Unterstützung der USA zusicherte, allerdings nur in mündlicher Form. Nach Ausbruch des Spanisch-Amerikanischen Kriegs im April und der Schlacht in der Bucht von Manila im Mai 1898 kehrten die Exilierten zurück und begannen, das Land auf die Unabhängigkeit vorzubereiten. Am 12. Juni 1898 erklärte der junge Emilio Aguinaldo die Unabhängigkeit und berief eine verfassunggebende Versammlung ein. Die USA waren zu diesem Zeitpunkt nur mit dem US-Asiengeschwader unter Kommodore George Dewey vertreten.
Um die spanische Herrschaft zu brechen, aber auch aufgrund der argwöhnisch betrachteten Unabhängigkeitserklärung wurden in der Folge Truppen von den USA in Marsch gesetzt, die im August die spanische Garnison in Manila besiegten und von da ab die Stadt besetzt hielten. Dies war gleichzeitig die letzte Kampfhandlung und der Abschluss des Spanisch-Amerikanischen Kriegs.
Im Januar 1899 kam es in der Kathedrale von Malolos zur Ausrufung der philippinischen Verfassung und zur Gründung der Ersten Philippinischen Republik. Schon einen Monat zuvor hatten jedoch Spanien und die USA den Pariser Vertrag unterzeichnet, nach dem die Philippinen, ebenso wie Guam, Kuba und Puerto Rico, den USA gegen Zahlung von 20 Millionen Dollar als Besitz überschrieben werden sollten. Die Frage der Ratifizierung durch den US-Kongress löste eine heftige Debatte aus, denn der Erwerb von Kolonien widersprach dem US-amerikanischen Selbstverständnis als einer Nation, die selbst durch eine Rebellion gegen das Mutterland entstanden war.

### Reaktionen in den USA
Im Juni 1898 wurde in den USA die American Anti-Imperialist League gegründet, die sich gegen die Annektierung der Philippinen und anderer Gebiete aussprach. Zu der breit angelegten Liga gehörten prominente Persönlichkeiten wie Mark Twain, William James, George S. Boutwell, Samuel Gompers und Carl Schurz sowie auch der Industrielle Andrew Carnegie. Im Krieg publizierte die Liga Kriegsberichte von Soldaten, um über die Gräuel während der Kämpfe aufzuklären.
US-Präsident William McKinley bezeichnete in einer offiziellen Stellungnahme vom 21. Dezember 1898 die Annexion der Philippinen als benevolent assimilation („wohlwollende Assimilierung“). Vier Monate später erklärte er öffentlich:

„In Wahrheit wollte ich die Philippinen nicht, und als wir sie als Geschenk der Götter bekamen, wußte ich nichts mit ihnen anzufangen. Ich lief Abend für Abend bis Mitternacht im Weißen Haus umher; und ich schäme mich nicht zu gestehen, daß ich niederkniete und den Allmächtigen mehr als einmal um Licht und Führung anging. Und eines Abends spät dämmerte es mir: Erstens, daß wir sie nicht an Spanien zurückgeben könnten – das wäre feige und unehrenhaft; zweitens, daß wir sie nicht Frankreich oder Deutschland – unseren Handelsrivalen im Osten – überlassen konnten; das wäre schlechter Geschäftsstil und diskreditierend; drittens, daß wir sie nicht einfach sich selbst überlassen konnten; sie waren nicht reif für die Selbstregierung, sie hätten dort bald Anarchie und eine schlimmere Mißwirtschaft gehabt, als es die spanische war; viertens, daß uns nichts übrig blieb, als die Filipinos zu erziehen, sie emporzuheben, zu zivilisieren und zu christianisieren und mit Gottes Gnade das Beste für sie zu tun wie für unsere Mitmenschen, für die Christus ebenso gestorben ist. Dann ging ich zu Bett und schlief ein und hatte einen gesunden Schlaf. Am nächsten Morgen ließ ich dann den Chefingenieur des Kriegsministeriums, unseren Kartographen, rufen und befahl ihm, die Philippinen auf die Landkarte der Vereinigten Staaten zu setzen, und dort sind sie, und dort werden sie bleiben, solange ich Präsident bin.“

Diese Rede McKinleys macht deutlich, dass die USA sich nicht an die Vereinbarungen halten wollten und sich so der Traum von einer internationalen Anerkennung der philippinischen Unabhängigkeit als Illusion erweisen sollte. Am 20. Januar berief McKinley die Schurman-Kommission, die Vorschläge für eine zivile Kolonialregierung unter Beteiligung der philippinischen Bevölkerung ausarbeiten sollte.
Mark Twain schrieb in der Presse unter anderem:

“Why, we have gotten into a mess, a quagmire from which each fresh step renders the difficulty of extrication immensely greater. I'm sure I wish I could see what we were getting out of it, and all it means to us as a nation.”

„Da sind wir in einen Schlamassel geraten, einen Sumpf, aus dem es mit jedem neuen Schritt immens schwieriger wird, hinauszukommen. Ich würde wirklich gerne wissen, was wir davon haben und was das für uns als Nation alles bedeutet.“

Letztlich setzten sich die Imperialisten mit knapper Mehrheit durch, woraufhin der Vertrag im Februar ratifiziert wurde. Auf den Philippinen war man sich der Gefahr eines möglichen Krieges mit den USA infolge des Pariser Vertrags bewusst. Die Truppen der nationalen Armee wurden daher vorsorglich um Manila zusammengezogen, wo es mehrfach zu gegenseitigen Provokationen mit US-Truppen kam. Zum Ausbruch des Krieges kam es am 4. Februar, als eine US-Patrouille das Feuer auf eine Gruppe philippinischer Soldaten eröffnete.

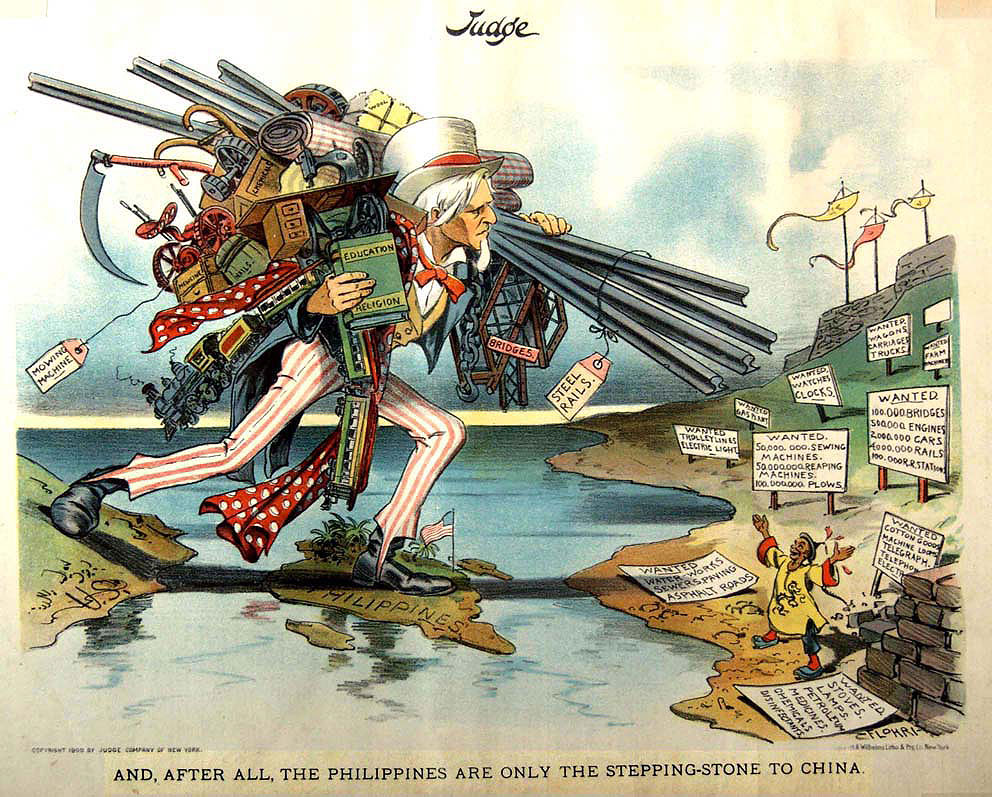
Uncle Sam benutzt die Philippinen als Brücke nach China (US-amerikanischer Cartoon um 1900)

Die US-amerikanische Haltung wurde auch in der Rede des aus dem US-Bundesstaat Indiana stammenden republikanischen Senator Albert J. Beveridge vom 9. Januar 1900 vor dem US-Kongress sehr deutlich, als dieser den Krieg, die Verluste und die Ausgaben verteidigte:

„Geradewegs hinter den Philippinen liegen Chinas schier unermeßliche Märkte. Wir werden unseren Teil in der Mission unserer von Gott geschützten Rasse bei der Zivilisierung der Erde beitragen. Wo werden wir die Abnehmer unserer Produkte finden? Die Philippinen geben uns einen Stützpunkt am Tor zum Osten.“

## Verlauf der Kämpfe
In der nun folgenden Schlacht von Manila erlitten die militärisch unterlegenen Filipinos eine empfindliche Niederlage und mussten sich ins Landesinnere zurückziehen. Durch interne Machtkämpfe und die daraus folgende Ermordung des talentierten philippinischen Generals Antonio Luna kam es zu einer weiteren Schwächung des Widerstandes, so dass den Filipinos nur noch der Guerillakrieg übrig blieb. Die Kampfhandlungen des ersten Kriegsjahres konzentrierten sich auf die Hauptinsel Luzon. Dabei wurde schnell deutlich, dass die Zahl der US-Truppen zu gering war, um eine entscheidende Niederlage der philippinischen Armee herbeizuführen. Zumeist gelang es den philippinischen Streitkräften, größeren Gefechten auszuweichen, außerdem konnten sie auf die Unterstützung der Bevölkerung zählen. Da ein Nachlassen des Widerstands nicht zu erwarten war, begann man auf Seiten der Amerikaner auch gegen die Zivilbevölkerung vorzugehen. Es wurde eine Taktik der „verbrannten Erde“ angewendet, durch die nach und nach die Grundlage des Widerstands ausgetrocknet werden sollte. Im März 1899 gelang es den Amerikanern, nach Malolos, der ersten Hauptstadt der neuen Republik, vorzudringen. Der Congreso Revolucionario (Revolutionsversammlung) und die Regierung verlegten ihren Sitz daraufhin nach Tarlac, das von Juli bis November 1899 Hauptstadt der Ersten Republik war. Am 13. November eroberten die Amerikaner Tarlac und die Erste Republik fand ihr Ende. Die Filipinos gingen von da an zum Guerilla-Krieg über. Die Amerikaner verfügten jedoch spätestens ab diesem Zeitpunkt über die logistisch bessere Infrastruktur, da sie die Bahnstrecke der Ferrocarril de Manila-Dagupan zum Truppentransport nutzen konnten.
Eine groß angelegte Aktion zur Eroberung der letzten philippinischen Widerstandsnester in Central Luzon schlug im Jahr 1900 fehl, da Aguinaldo rechtzeitig entkommen konnte. Er führte danach den Kampf vom Cagayan Valley aus weiter. Nach diesem Fehlschlag gab der US-amerikanische Befehlshaber Elwell Stephen Otis seinen Posten ab. Neuer Befehlshaber wurde General Arthur MacArthur, der Vater des späteren Befehlshabers der Pazifikstreitkräfte Douglas MacArthur. Im selben Jahr wurde auch William Howard Taft als ziviler Generalgouverneur auf die Philippinen entsandt. Ihm gelang es, einen Teil der Oberschicht für eine US-amerikanisch geführte Zivilverwaltung zu gewinnen.

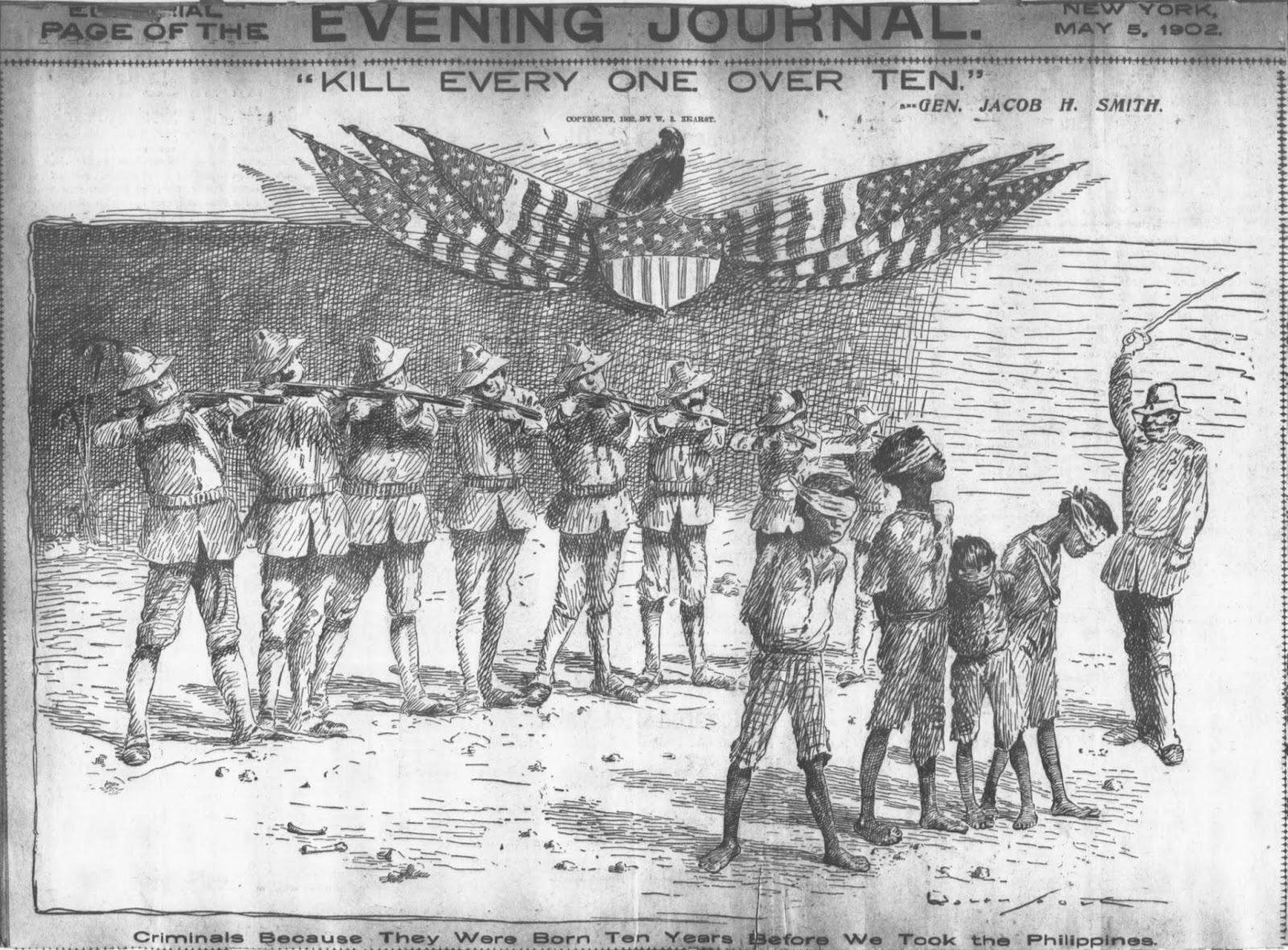
„Kill every one over ten“ – Illustration zu Massenexekutionen im philippinisch-amerikanischen Krieg

Unter MacArthurs Kommando und dem seines Nachfolgers Adna R. Chaffee wurde die Strategie der verbrannten Erde intensiviert. Auf den kleineren Inseln wurde nach einem festen Schema vorgegangen: zunächst wurde die Bevölkerung aufgefordert, sich in Sammellagern einzufinden. Wer nach Ablauf einer festgelegten Frist außerhalb der Lager angetroffen wurde, galt als feindlicher Kombattant und wurde erschossen. Die auf diese Weise entvölkerten Dörfer wurden in Brand gesteckt.
Etliche Kriegsverbrechen der US-Armee fanden ihren Weg in die US-amerikanische Presse. Es wurde Folter gegenüber philippinischen Gefangenen angewandt, insbesondere der berüchtigte water cure, bei dem Wasser gewaltsam durch den Mund eingeflößt wurde, um Todesangst vor dem Ertrinken zu erzeugen (siehe Waterboarding), ähnlich dem Schwedentrunk. In einigen Dörfern wurden wahllos Männer, Frauen und Kinder über 10 Jahre ermordet.
Aguinaldo erteilte 1900 den Befehl, zu einer Guerillataktik überzugehen, da die vorhergehenden Kämpfe die hoffnungslose Überlegenheit der Amerikaner hinsichtlich Bewaffnung und Ausbildung gezeigt hatten. Zu einer kurzzeitigen Offensive der Filipinos kam es Ende 1900, kurz vor den US-amerikanischen Präsidentschaftswahlen. Das verfolgte Ziel einer Beeinflussung des Wahlkampfs wurde damit nicht erreicht, Präsident McKinley wurde wiedergewählt.
Im Frühjahr 1901 wurde Aguinaldo schließlich in Palanan gefangen genommen. Aguinaldo veröffentlichte am 20. April eine Erklärung, in der er die philippinische Revolutionsarmee aufforderte, den Kampf einzustellen. Daraufhin ergab sich Baldomero Aguinaldo in der Provinz Cavite. Die Führung der philippinischen Aufständischen übernahmen auf der Insel Luzon General Miguel Malvar und auf der Insel Samar General Vicente Lukbán. Das US-amerikanische Militär war nach der Verhaftung Aguinaldos der Meinung, den Krieg faktisch gewonnen zu haben, rechnete nicht mehr mit organisiertem Widerstand durch die Filipinos und erwartete ein Ende der Kampfhandlungen bis zum Dezember 1901. Als Folge dieser Fehleinschätzung wurden auf Samar am 27. September 1901 59 US-amerikanische Soldaten während eines Überfalls durch philippinische Guerilleros getötet. Von den restlichen Mitgliedern der ursprünglich 88 Soldaten umfassenden Einheit wurden 23 verwundet. Nur 6 Soldaten blieben unverletzt. Dies war die schlimmste militärische Katastrophe für die US-Streitkräfte seit der Schlacht am Little Bighorn.
Als Reaktion auf dieses Ereignis wurden zwei US-amerikanische Brigaden mit der Bekämpfung der verbliebenen Aufständischen beauftragt. Eine Brigade unter dem Kommando von General J. Franklin Bell wurde auf Luzon eingesetzt, die andere unter General Jacob H. Smith auf Samar. Während Bells Vorgehen von US-amerikanischen Militärwissenschaftlern auch heute noch als Beispiel für eine erfolgreiche Bekämpfung einer Guerillabewegung angesehen wird, führte das brutale Vorgehen von Smith zu einem öffentlichen Skandal und einem Militärgerichtsverfahren gegen ihn. Zur Vergeltung ordnete Smith, der ein Veteran des Wounded-Knee-Massakers war, an, die ganze Insel Samar in eine „heulende Wildnis“ zu verwandeln: „I want no prisoners. I wish you to kill and burn; the more you kill and burn the better it will please me.“ („Ich wünsche keine Gefangenen. Ich wünsche, dass ihr tötet und niederbrennt; je mehr getötet und niedergebrannt wird, um so mehr wird es mich freuen.“) Die Kriegsverbrechen von General Smiths Truppen wurden erst im März 1902 in den USA bekannt, führten aber dort zu großer Empörung.
Von Januar bis Juni 1902 fand unter dem Vorsitz des republikanischen Senators Henry Cabot Lodge eine Senatsuntersuchung zu den Verbrechen des Philippinisch-Amerikanischen-Krieges statt. Die Untersuchung führte, abgesehen von der Veröffentlichung mehrerer umfangreicher Berichte, zu keinem Ergebnis.
Erst der neue US-Präsident Theodore Roosevelt erklärte am 4. Juli 1902, dem Amerikanischen Unabhängigkeitstag, den Krieg für beendet. Zwischen 200.000 und 1,5 Millionen philippinische Zivilisten kamen aufgrund der Kampfhandlungen während des Krieges und einer Cholera-Epidemie ums Leben. Zusätzlich zur Cholera wurde die Zivilbevölkerung auch von Tuberkulose, Pest und Hunger geplagt. Die militärischen Verluste waren deutlich niedriger und beliefen sich für die US-Streitkräfte auf 4.234 Tote und 2.818 Verwundete. Von den rund 80.000 bis 100.000 während des Krieges mobilisierten Philippinos starben rund 16.000 im Gefecht.

## Folgen
Ab etwa 1901 standen weite Teile der Inseln unter US-amerikanischer Verwaltung. Isoliert wurde noch über ein Jahrzehnt lang Widerstand geleistet, von den Moros im Süden der Inseln sogar bis 1916. In diesem Jahr wurde die Regierungsgewalt an die Filipinos übergeben. Das Land blieb, mit der Unterbrechung durch die japanische Besetzung im Zweiten Weltkrieg, bis 1946 faktisch US-amerikanische Kolonie, zunächst als nicht inkorporiertes Territorium (unincorporated territory), ab 1935 als Commonwealth.